# Élections générales britanniques de janvier-février 1910
 (août 2024).
Si vous disposez d'ouvrages ou d'articles de référence ou si vous connaissez des sites web de qualité traitant du thème abordé ici, merci de compléter l'article en donnant les références utiles à sa vérifiabilité et en les liant à la section « Notes et références ».
Les élections générales britanniques de janvier 1910 se sont déroulées du 15 janvier au 10 février 1910. L'alliance du Parti conservateur d'Arthur Balfour et du Parti libéral unioniste remporte la majorité des suffrages et reprend plus de 100 sièges, mais ne parvient pas à obtenir la majorité absolue.
Les Libéraux de Herbert Henry Asquith, qui ont deux sièges de plus que les Conservateurs, forment un gouvernement avec le soutien du Parti parlementaire irlandais de John Redmond.

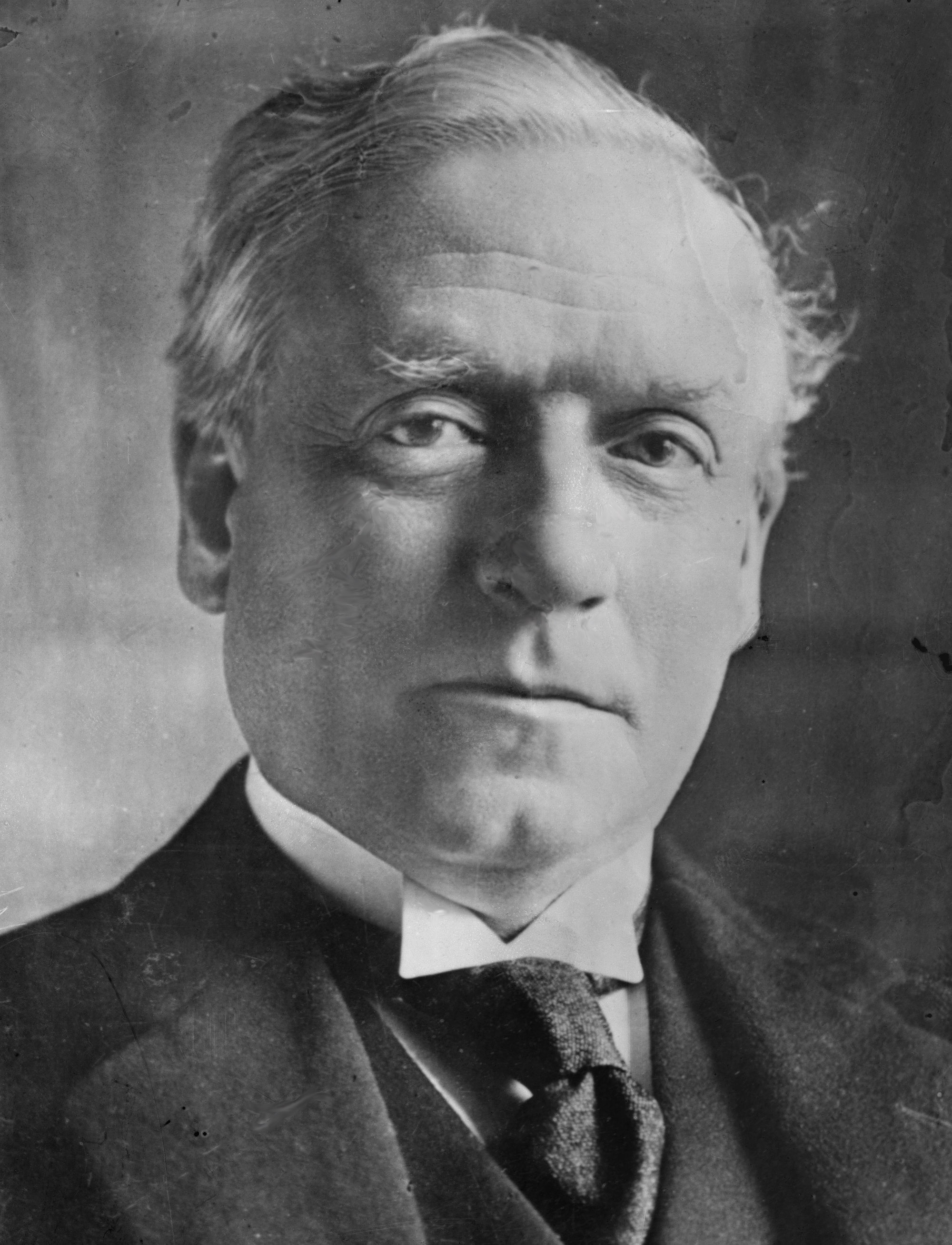
Herbert Henry Asquith (Parti libéral)
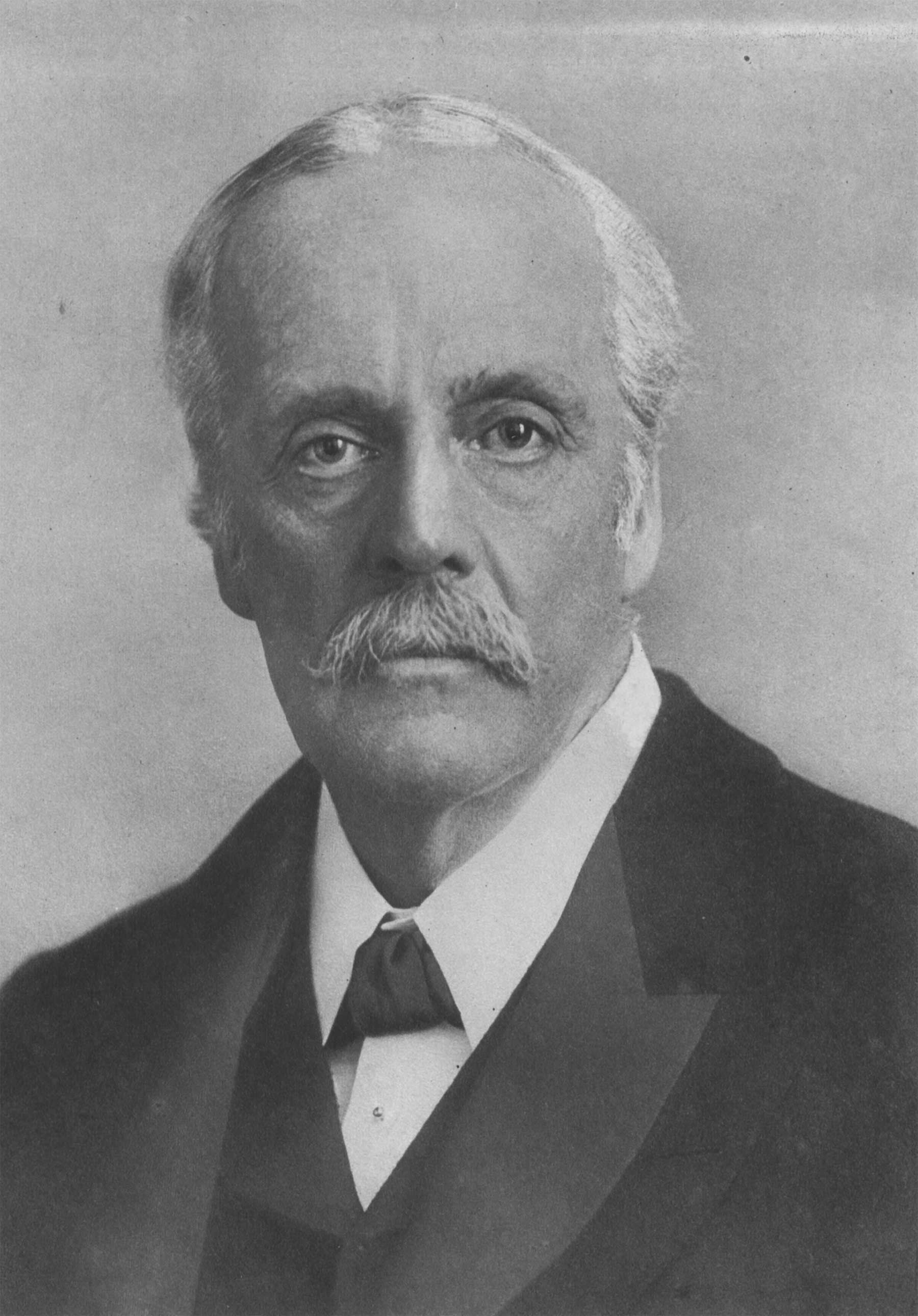
Arthur Balfour (Parti conservateur)
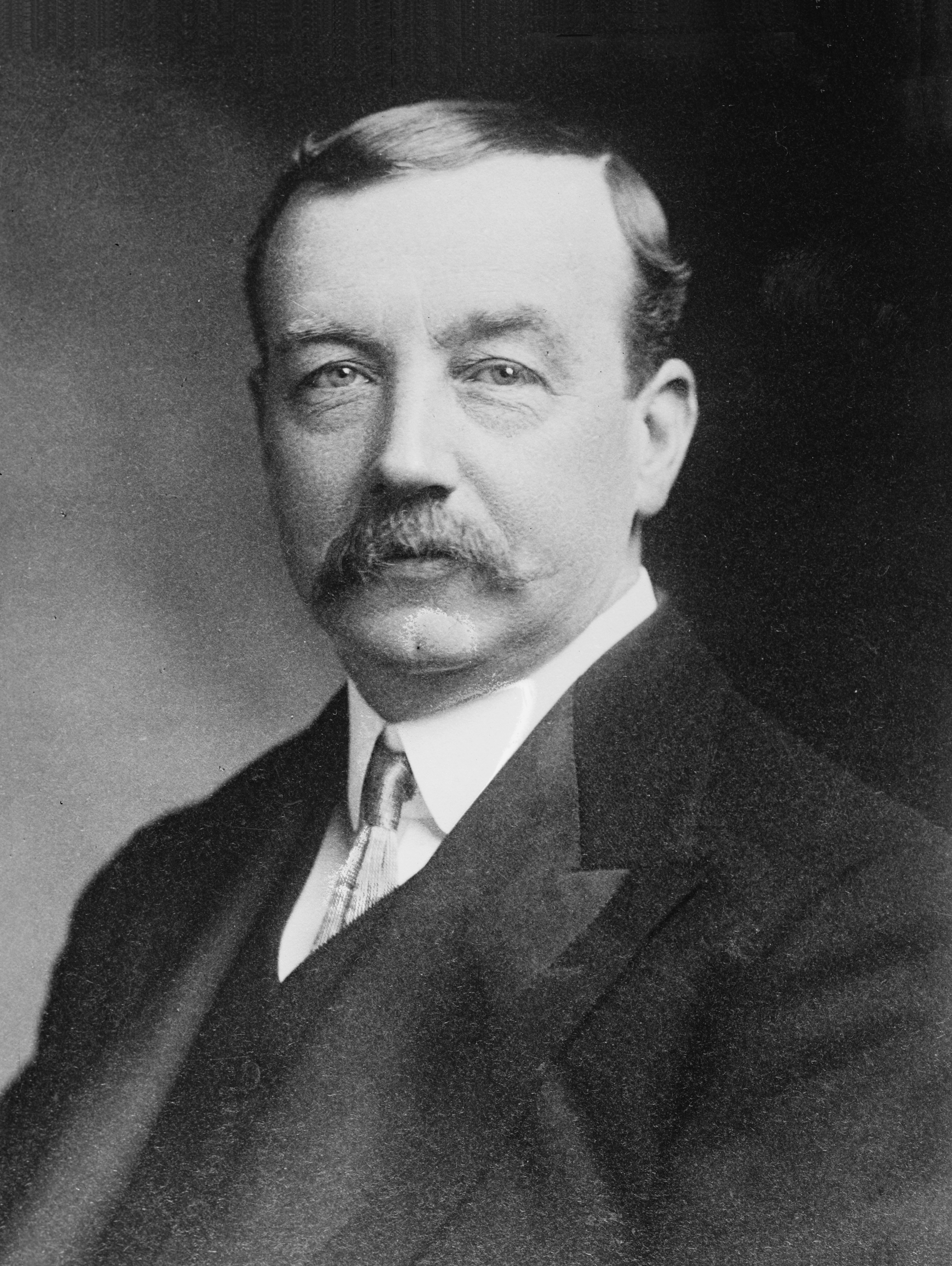
Arthur Henderson (Parti travailliste)
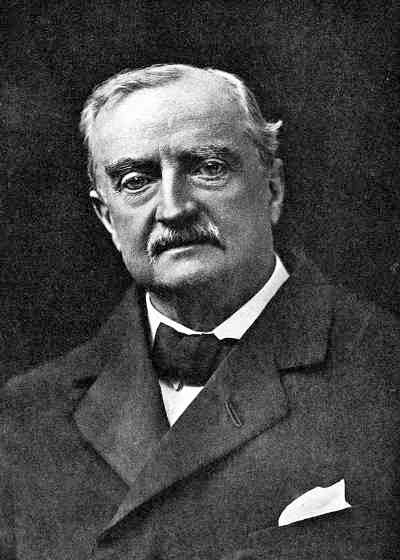
John Redmond (Parti parlementaire irlandais)

## Résultats
| Parti | Parti                                         | Candidats | Candidats | Candidats | Candidats | Votes     | Votes | Votes |
| Parti | Parti                                         | Présentés | Élus      | +/-       | %         | Nombre    | %     | +/-   |
| ----- | --------------------------------------------- | --------- | --------- | --------- | --------- | --------- | ----- | ----- |
|       | Parti conservateur et Parti libéral unioniste | 594       | 272       | +116      | 40,6      | 2 919 236 | 46,8  | +3,4  |
|       | Parti libéral                                 | 511       | 274       | -123      | 40,9      | 2 712 511 | 43,5  | -5,4  |
|       | Parti travailliste                            | 78        | 40        | +11       | 6,0       | 435 770   | 7,0   |       |
|       | Parti parlementaire irlandais                 | 85        | 71        | -11       | 10,6      | 74 047    | 1,2   | +0,6  |
|       | All-for-Ireland League (en)                   | 10        | 8         | +8        | 1,2       | 23 605    | 0,4   | /     |
|       | Nationalistes indépendants                    | 10        | 3         | +2        | 0,5       | 16 533    | 0,3   |       |
|       | Social Democratic Federation                  | 9         | 0         | 0         | /         | 13 479    | 0,2   | -0,1  |
|       | Conservateurs indépendants                    | 4         | 1         | 0         | 0,1       | 11 772    | 0,2   |       |
|       | Free Trader (en)                              | 4         | 0         | 0         | /         | 11 553    | 0,2   |       |
|       | Travaillistes indépendants                    | 6         | 0         | -1        | /         | 9 936     | 0,2   |       |
|       | Libéraux indépendants                         | 3         | 1         | +1        | 0,1       | 5 237     | 0,1   |       |
|       | Parti de la prohibition écossais (en)         | 1         | 0         | /         | /         | 756       | 0,0   | /     |
| Total | Total                                         | 1 315     | 670       | /         | 100       | 6 234 435 | 100   | /     |